# الشتروردا
شهر الشتروردا در ایالت برندنبورگ در کشور آلمان واقع شده است.

## نگارخانه

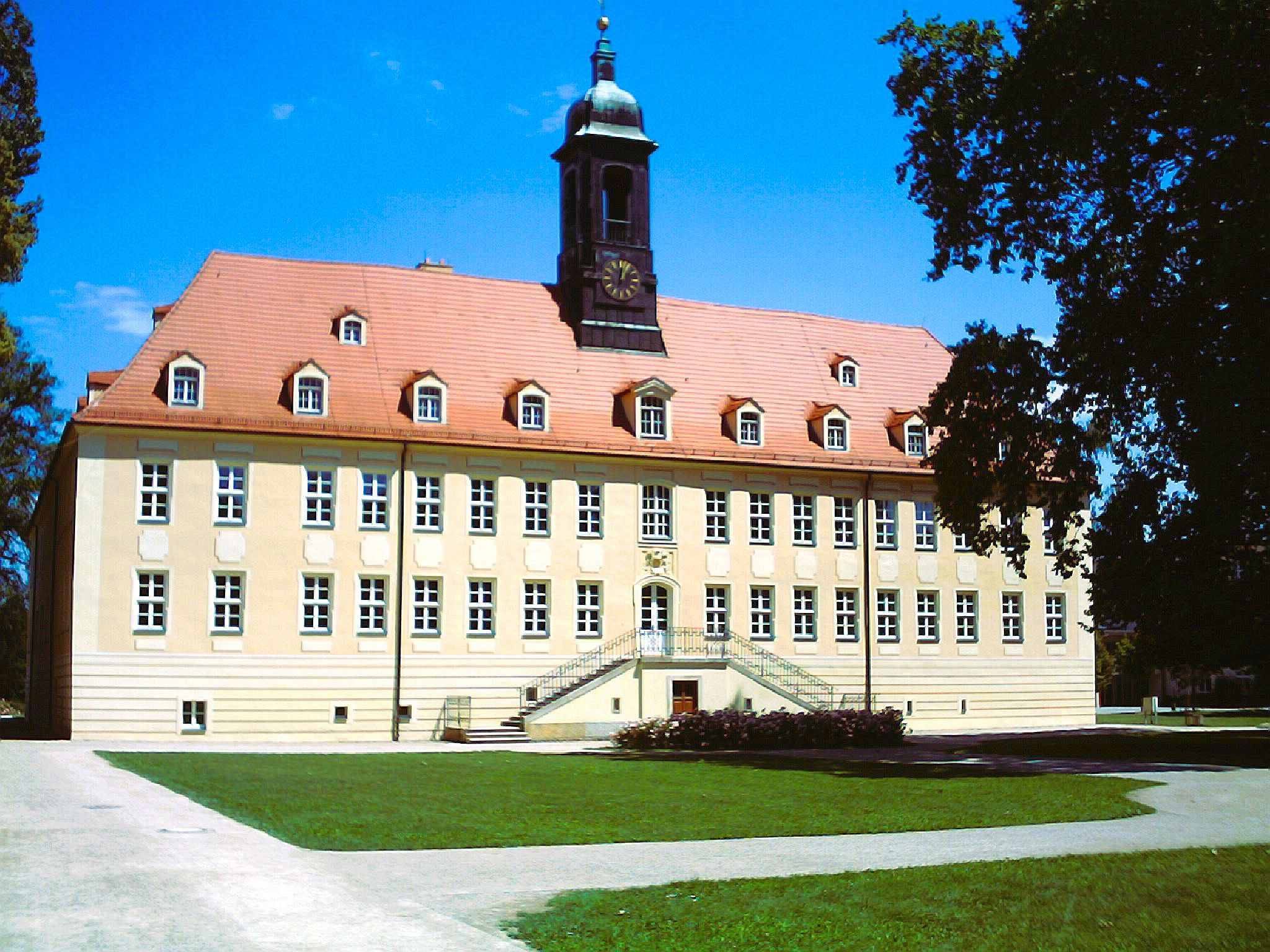
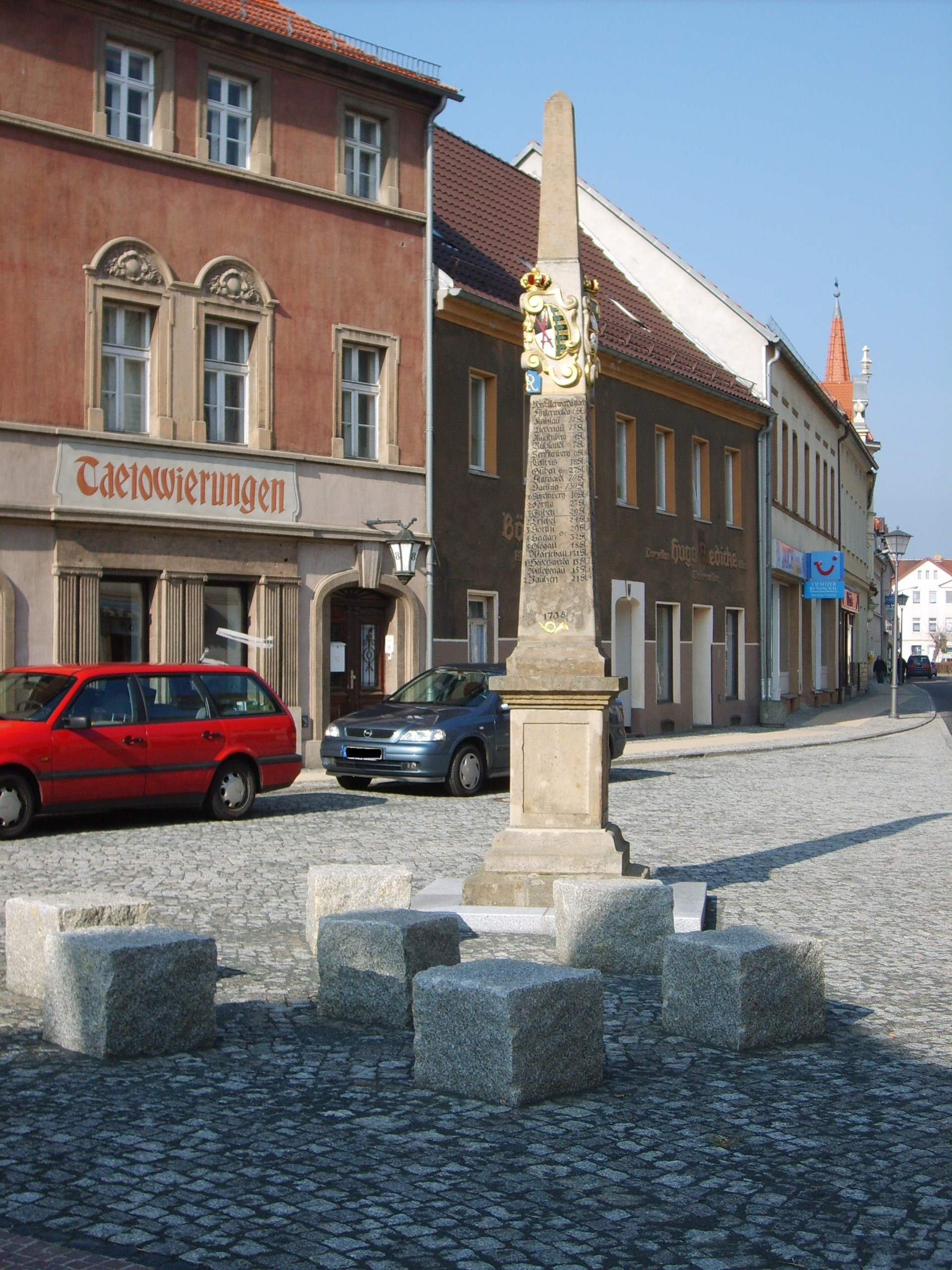
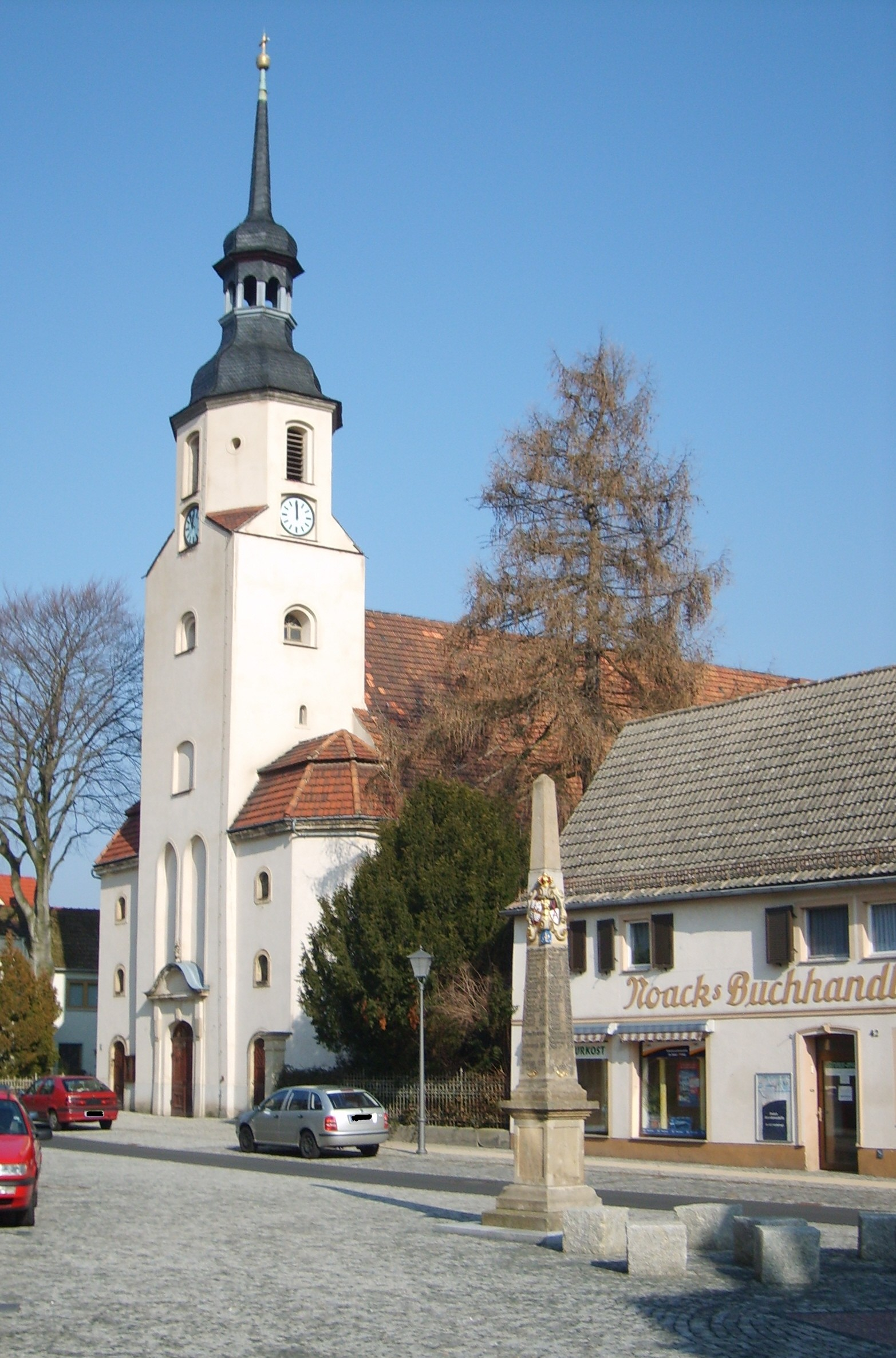
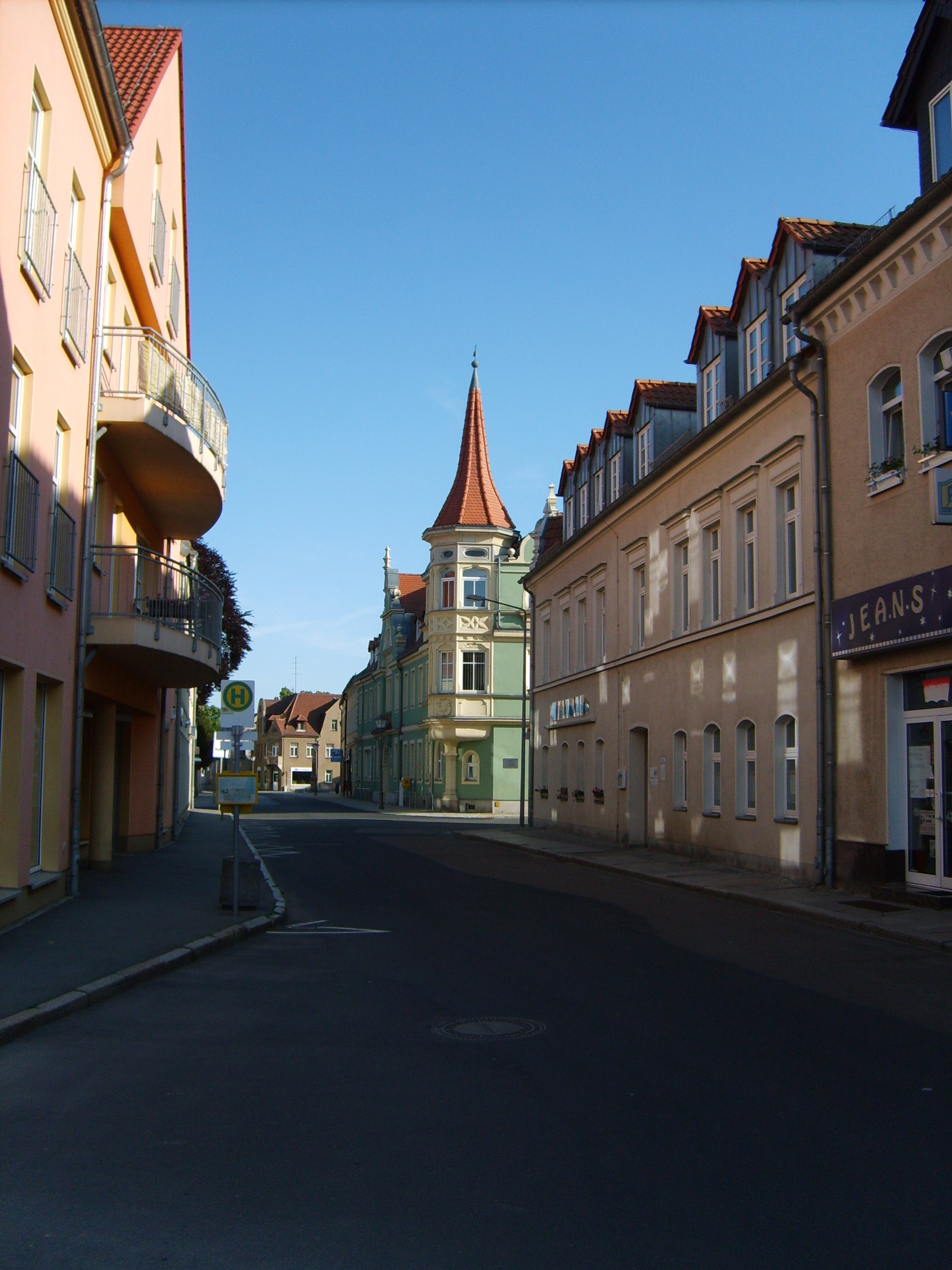
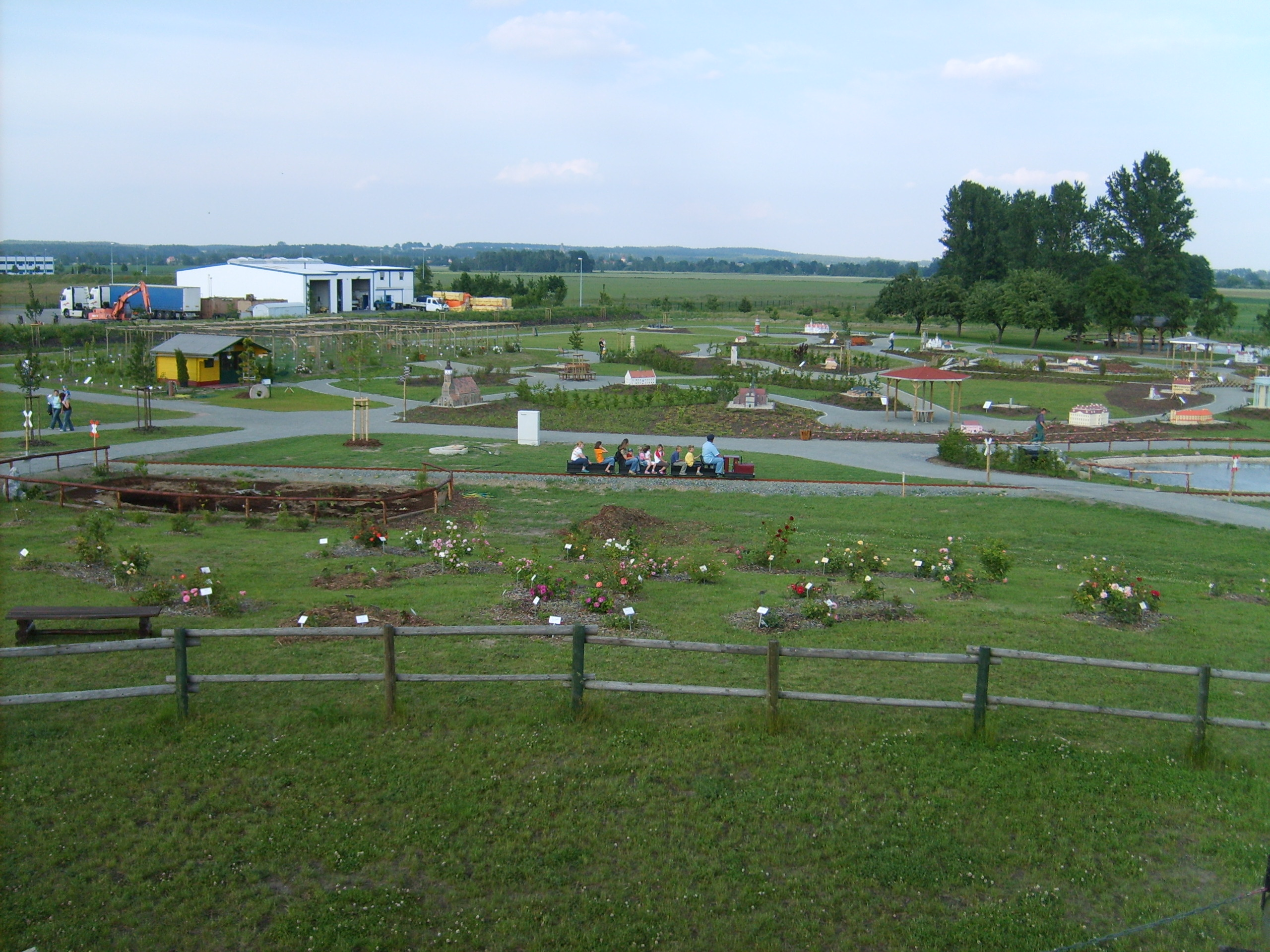
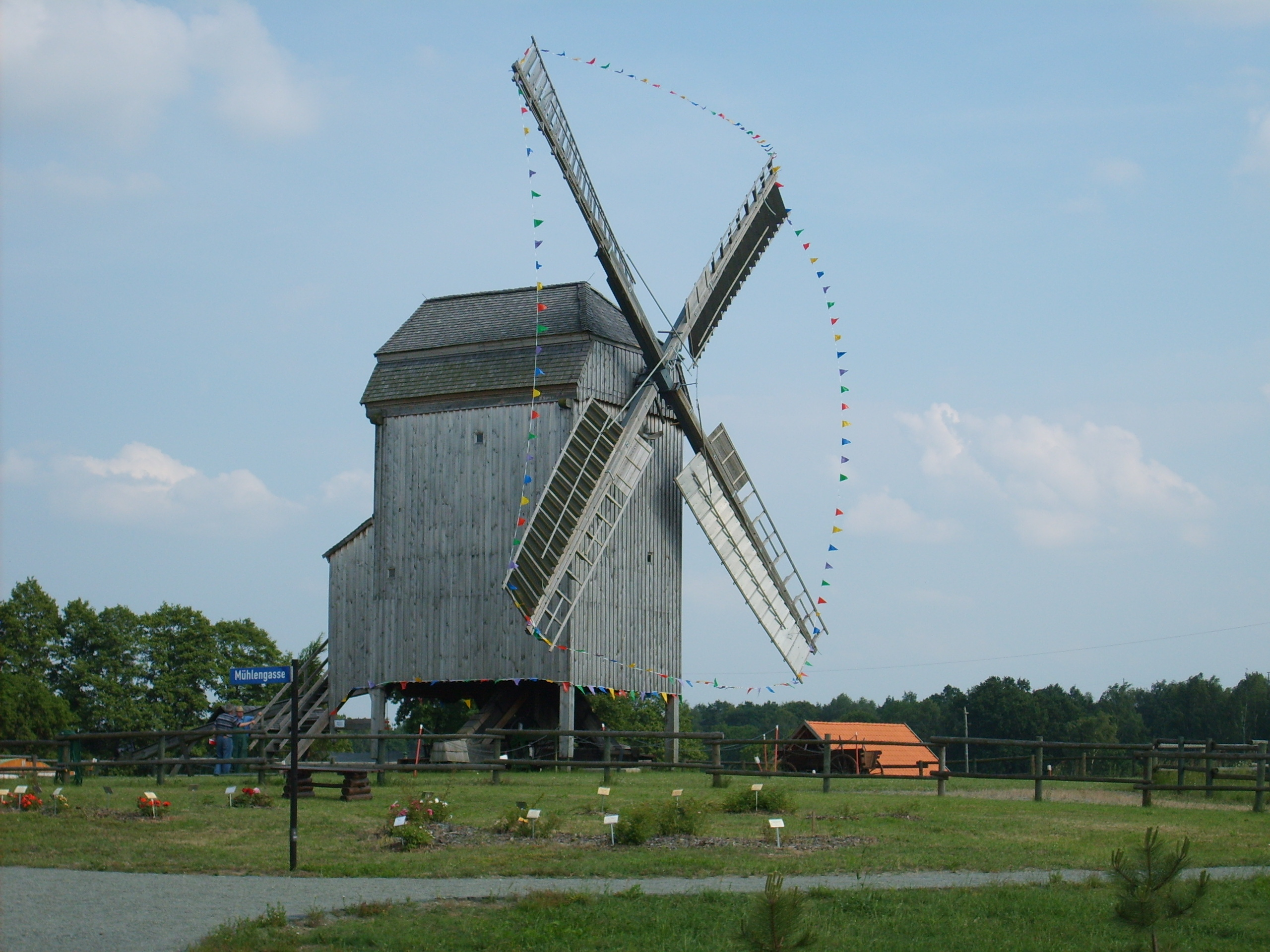
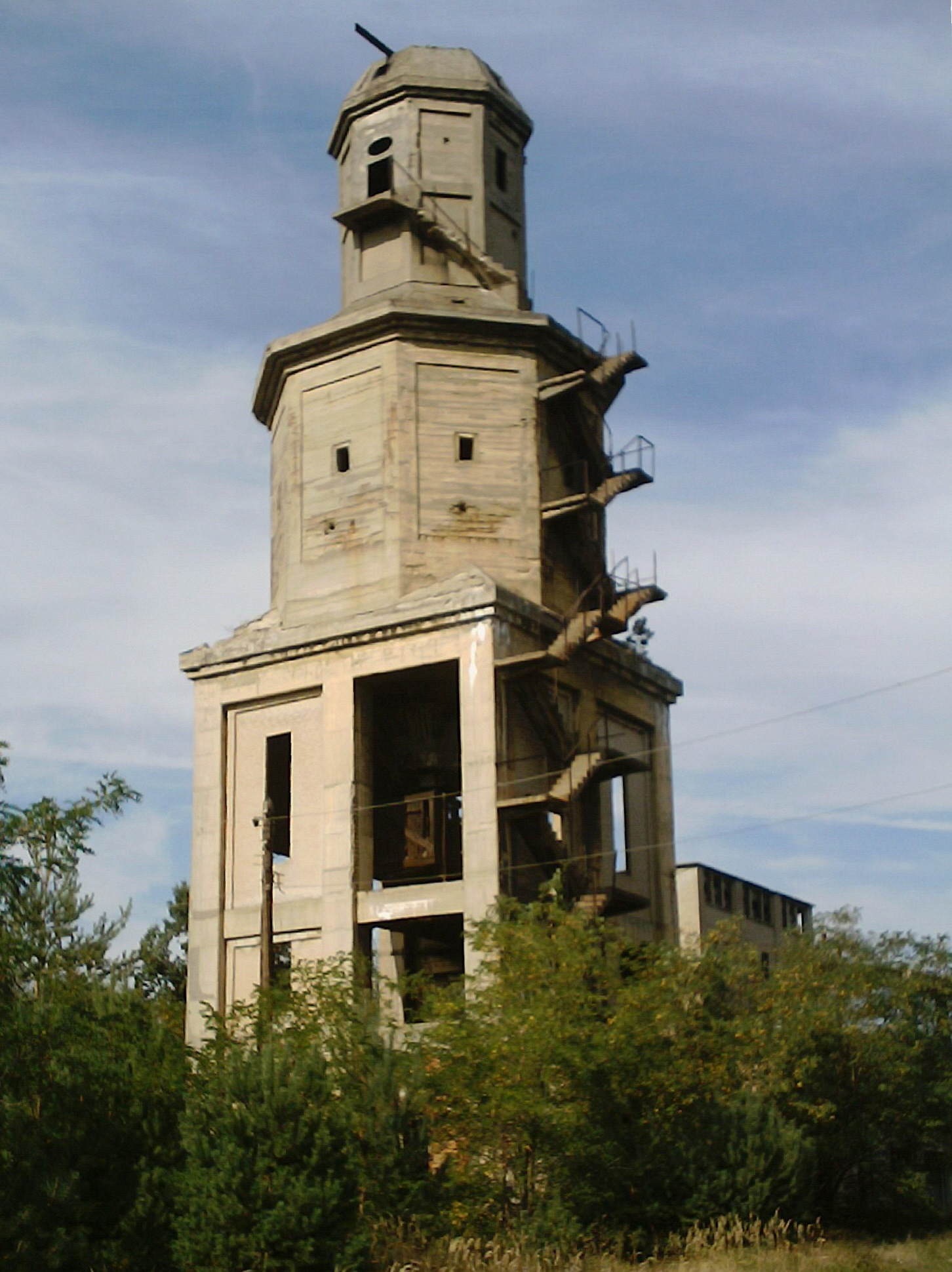
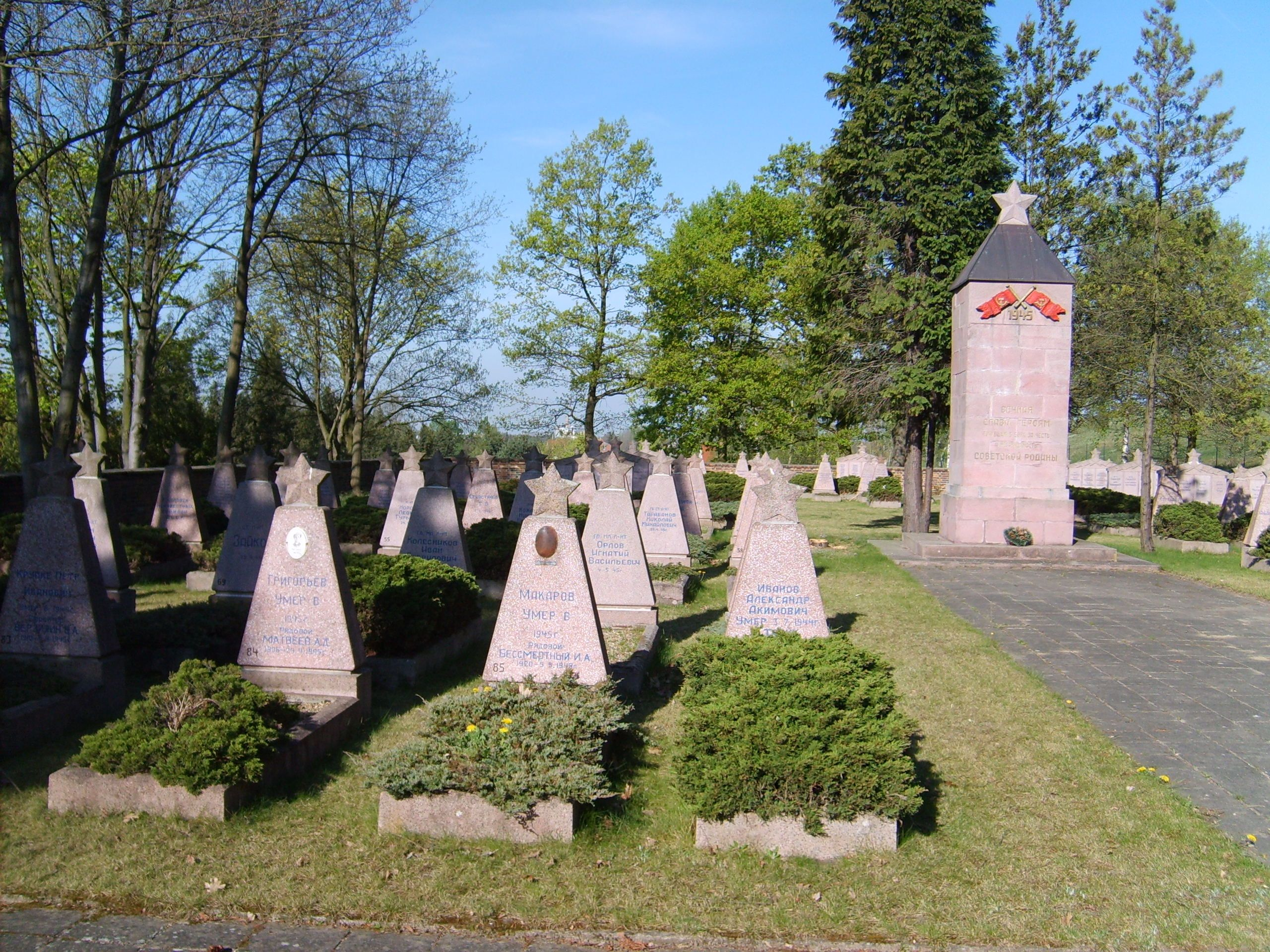